# Bouchegouf
Boughouf (arabisch بوشقوف, auch Bouchegouf, während der französischen Kolonialzeit Duvivier) ist eine algerische Stadt in der Provinz Guelma mit 20.921 Einwohnern (Stand: 1998).

## Geographie
Boughouf wird umgeben von Oued Fragha im Norden, von Medjez Sfa im Südwesten und von Beni Mezline im Westen.

## Verkehr
Bouchegouf erhielt einen Bahnhof an der 1877 eröffneten Bahnstrecke Bône–Guelma der Compagnie des chemins de fer de Bône–Guelma et prolongements (BGP). Der Bahnhof wurde Ausgangspunkt der am 30. Juni 1881 eröffneten Strecke nach Souq Ahras.
Vom 8. bis 12. Mai 1945 gab es einen von Guelma und Sétif ausgehenden Volksaufstand gegen die französische Kolonialherrschaft, der auch Bouchegouf erreichte.